# 오사카 료타
오오사카 료타(일본어: 逢坂 良太, 1986년 8월 2일 ~ )는 일본의 도쿠시마현 출신의 남자 성우이다.

## 소개
오오사카 료타는 2011년 데뷔한 EARLY WING 소속 남자 성우이며 데뷔 다음 년도인 2012년 츠리타마에서 주인공 사나다 유키역을 맡으면서 주연 데뷔하였으며 그 다음년도 바로 4쿨 장편 작품인 골판지 전기 워즈의 주인공 세나 아라타 역을 따냈다.

## 개요
2019년 10월 23일에 오오사카 료타의 트위터에 따르면 누마쿠라 마나미의 결혼 사실을 공표를 하여 그 상대는 같은 여성 성우인 누마쿠라 마나미에게 입절을 하여 결혼을 하고 현재까지 결혼 8개월 차에 접어들게 된다

### TV
주역 캐릭터의 경우 굵은 글씨로 표기.
2011년
- 너와 나 - 프라모
- 러브2쿼드 - 미조구치 세이지
- 전국 파라다이스 - 마에다 토시마스

2012년
- 강철의 마녀 안네로제
- 츠리타마 - 사나다 유키
- 샤이닝 하츠 행복의 빵 - 쟝
- SKET DANCE - 카토 키리
- 마브러브 얼터너티브 토탈 이클립스 - 오퍼레이터, 키르 에브레모브
- 소드 아트 온라인 - 래핑 코핀의 일원 7
- 오빠지만 사랑만 있으면 상관없잖아 - 히메노코지 아키토
- 옆자리 괴물군 - 사사하라 소헤이
- 죠죠의 기묘한 모험 - 마르크

2013년
- 부르잖아요, 아자젤씨Z - 가기엘
- 골판지 전기 워즈 - 세나 아라타
- 나뭇잎 사이로 비치는 햇살의 노스탤지 - 시마즈 쇼타
- 내 여자친구와 소꿉친구가 완전 수라장 - 키도 에이타
- 알바 뛰는 마왕님 - 마왕 사탄/마오 사다오
- 진격의 거인 - 마르코 보트
- 혁명기 발브레이브 - 토키시마 하루토
- 로젠 메이든(신 애니화) - 사쿠라다 쥰(대학생)
- 블러드 래드 - 블러드 찰리 스타즈
- GATCHAMAN CROWDS - 타치바나 스가네
- SUPER SEISYUN BROTHERs(초청춘남매s) - 신본 치카
- 스트라이크 더 블러드 - 야제 모토키
- 다이아몬드 에이스 - 사와무라 에이준
- 잔잔한 내일로부터 - 이사키 카나메
- 마기 - 스핀토스
- 로그 호라이즌 - 쇼류

2013년
- 아키바스 트립2 - 주인공

2014년
- 하마토라 - 나이스
- 풍운유신 다이쇼군 - 스테마루
- 그녀의 플래그가 꺾이면 - 하타테 소우타
- 극흑의 브륜힐데 - 무라카미 료타
- 시도니아의 기사 - 타니카제 나가테
- 백은의 의지 아르제보른 - 스스무 토키무네
- 소년 할리우드 - 카자미 카케루
- 글래스립 - 오키쿠라 카케루

2015년
- 암살교실 - 이소가이 유마
- 빨강머리 백설공주 - 젠 위스탈리아
- 하이큐!! 세컨드 시즌 - 아카아시  케이지

2018년
- 신칸센 변형로보 신카리온 - 키요스 류지

2019년
- 앙상블 스타즈! - 사에구사 이바라
- 악마에 입문했습니다! 이루마 군 - 아미 키리요

2020년
- 마왕학원의 부적합자 - 용사 카논

### 게임
2015년
- 앙상블 스타즈! - 사에구사 이바라

### 극장판
주역 캐릭터의 경우 굵은 글씨로 표기.
2017년
- 아오 오니 - 코지 마나베

2018년
- 우주의 법 -여명편-

2019년
- 건담 G의 레콘기스타 1: 가라! 코어 파이터 - 클림 닉

2021년
- 시도니아의 기사 : 사랑을 잣는 별 - 타니카제 나가테